# Дробин, Алексей Александрович
Алексе́й Алекса́ндрович Дро́бин (род. 21 июня 2000, Челябинск, Челябинская область, Россия) — российский  хоккеист, выступавший за клубы КХЛ.

## Биография
Родился в 2000 году в Челябинске, с 2009 года участвовал в юношеских соревнованиях, представляя местные команды, а с 2013 года — ярославский «Локомотив». Дебютировал в НМХЛ в сезоне 2016/17 в составе ярославского «Локо-Юниора», в сезоне 2018/19 перешёл во владивостокский «Тайфун», выступавший в МХЛ, по ходу следующего сезона — в клуб КХЛ из того же города «Адмирал». С 2019 по 2022 год представлял нижегородский клуб КХЛ «Торпедо», неоднократно усиливая состав нижегородской «Чайки», выступающей в ВХЛ. В дальнейшем продолжил выступать в клубах ВХЛ: тульском «АКМ» и пензенском «Дизеле» (сезон 2021/22) и тюменском «Рубине» (2022—2024 годы). В сезоне 2024/25 заключил контракт с вошедшей в ВХЛ кирово-чепецкой «Олимпией».